# 木吉镇
木吉镇是中华人民共和国新疆维吾尔自治区和田地區皮山县下辖的一个乡镇级行政单位。
2012年，新疆维吾尔自治区人民政府批复同意撤销木吉乡建制，设立木吉镇。

## 行政区划
木吉镇下辖以下地区：
龙尕村、兰干村、英巴格村、阔纳萨依巴格村、巴什铁热克村、汗吐格村、阿孜干巴格村、尕孜恰喀村、木吉村、阔纳吐格曼村、萨依村、阿萨尔村、阔纳巴扎村、萨依巴格村、阿亚格巴格拉村、巴格拉村、巴什巴格拉村和阿热江尕勒村。